# گئورگ آوگوست گریزینگر
گئورگ آوگوست فون گریزینگر (به آلمانی: Georg August Griesinger) (زاده ۸ ژانویهٔ ۱۷۶۹ – درگذشته ۹ آوریل ۱۸۴۵) معلم، دیپلمات، زندگی‌نامه‌نویس، و آهنگساز آلمانی‌الاصل اهل اتریش بود. او زادهٔ اشتوتگارت آلمان بود، اما از ۱۷۹۹ به‌بعد در وین اقامت داشت.
از او به‌عنوان یکی از دوستانِ دو آهنگساز بزرگ، یوزف هایدن و لودویگ فان بتهوون، و به دلیل زندگی‌نامه‌ای که دربارهٔ هایدن نوشته‌است یاد می‌کنند.

## زندگی و حرفه
گئورگ آوگوست فون گریزینگر در ۸ ژانویهٔ ۱۷۶۹ در اشتوتگارت متولد شد. پدرش گئورگ کریستوف گریزینگر (۱۷۳۵/۱۷۳۴–۱۷۸۲)، وکیل و کارمند دولت بود. او در اشتوتگارت بزرگ شد و در دانشگاه توبینگن به تحصیل در رشتهٔ الهیات پرداخت. او بعدها به‌عنوان معلم در خانهٔ یکی از اشراف در مورژ، سوئیس سرگرم کار بود. در سال ۱۷۹۹ به وین نقل مکان کرد تا به‌عنوان معلم پسر کُنت یوهان هیلمار آدولف شونفلد، سفیر ساکسونی در اتریش، کار کند. او تا پایان زندگی‌اش در وین باقی ماند، اما در سال ۱۸۰۴ شغلش را تغییر داد و دیپلماتِ سفارت ساکسون شد. او ابتدا منشی، سپس مشاور، و در نهایت (۱۸۳۱) کاردار آنجا شد.